# Mihók Éva
Mihók Éva (1943. március 6. – 2013. augusztus) magyar színésznő.

## Életpályája
Rózsahegyi Kálmán színiiskoláját végezte el. Pályáját 1963-ban a Veszprémi Petőfi Színháznál kezdte. 1966-tól a budapesti Thália Színházhoz szerződött, 1968-tól a győri Kisfaludy Színház, 1969-től az Állami Déryné Színház, 1973-tól a Békés Megyei Jókai Színház tagja volt. 1975-től egy évadot a Pécsi Nemzeti Színháznál töltött, 1976-tól  a szolnoki Szigligeti Színház  művésze volt. Játszott a Radnóti Miklós Színházban és szerepelt a Népszínház előadásaiban is. Színésznőként szinkronstúdiókban is foglalkoztatták.
Férje Balázsi Gyula, színész volt.

## Színházi szerepeiből
- Friedrich Schiller: Ármány és szerelem... Lujza
- Arisztophanész: Lüszisztraté... Rhodippé
- Thomas Mann: Fiorenza... Apród
- Thomas Mann: Mario és a varázsló... I. lány
- Eugène Scribe: Egy pohár víz... Abigail
- Valentyin Petrovics Katajev: A kör négyszögesítése... Ljudmilla
- Makszim Gorkij: Vássza Zseleznova... Liza
- Leonyid Zorin: Varsói melódia... Helga
- Thornton Wilder: A mi kis városunk... Rebeca
- Izodor Stok: Az élet megy tovább... Mása
- Tom Jones – Harvey Smith: Ez fantasztikus... Lujza
- Katona József: Bánk bán... Melinda
- Bródy Sándor: A tanítónő... A nagyasszony
- Füst Milán: Boldogtalanok... Víg Vilma
- Tamási Áron: Csalóka szivárvány... Berta, János kedvese, kisegítő Czintosnál
- Örsi Ferenc: Princ, a civil... Pancsa
- Kertész Ákos: Névnap... Ilona
- Szakonyi Károly: Hongkongi paróka... Mara
- Végh Antal: Boldogságkeresők... Vető Edit
- Vészi Endre: Kettévált mennyezet... Aliz
- Tóth Miklós: Kék fény... Marika
- Békés Pál – Mikó István: Egy kis térzene... Hilda néni
- Hervé: Nebáncsvirág... Silvia, színésznő
- Arthur Fauquez: Toronyóra lánccal... Szinyóra
- Békés József: Kardhercegnő... Akacénia
- Romhányi József: Csipkerózsika... Dajka